# Новоград-Волинська територіальна громада
Новоград-Волинська територіальна громада — територіальна громада в Україні, у Звягельському районі Житомирської області. Адміністративний центр громади — місто Звягель.

## Площа та населення
Станом на 2021 рік площа території громади — 249 км², кількість населення — 61 603 особи (2021).
У 2018 році площа громади становила 73,1 км², кількість населення — 57 490 мешканців.

## Населені пункти
До складу громади входять місто Звягель та 14 сіл: Анета, Багате, Борисівка, Великий Молодьків, Городище, Груд, Дідовичі, Майстрів, Майстрова Воля, Маковиці, Наталівка, Олександрівка, Пилиповичі, Степове.

## Історія
Утворена 1 листопада 2018 року шляхом приєднання Майстрівської сільської ради Новоград-Волинського району до Новоград-Волинської міської ради Житомирської області.
12 червня 2020 року, відповідно до розпорядження Кабінету Міністрів України № 711-р «Про визначення адміністративних центрів та затвердження територій територіальних громад Житомирської області», до складу громади були включені території та населені пункти Великомолодьківської, Дідовицької, Наталівської та Пилиповицької сільських рад Новоград-Волинського району.
19 липня 2020 року громада ввійшла до складу новоствореного Новоград-Волинського району.

## Старостинські округи
Великомолодьківський, Дідовицький, Наталівський, Майстрівський, Пилиповицький.